# Skupina D-8
Skupina D-8 je skupinou 8 rozvojových zemí, které společně vytvořily ekonomickou alianci. V těchto zemích žije dohromady 13,5 procent světové populace (1997). Je složená z následujících států - Bangladéš, Egypt, Indonésie, Írán, Malajsie, Nigérie, Pákistán a Turecko.
Skupina byla založena 15. června 1997 v tureckém městě Istanbul. Členství je přitom otevřené i pro jiné státy, které by měly zájem se připojit. Afghánistán připravuje své připojení v několika následujících letech.